# Réforme de la curie romaine sous le pape François
La réforme de la curie romaine sous le pape François vise à améliorer son organisation, à rendre sa gestion financière plus rigoureuse et à permettre une certaine décentralisation du gouvernement de l'Église catholique. Toutefois le processus se heurte à des résistances.

## Les buts de la réforme

### Buts généraux
Selon les mots de François, la réforme vise à instaurer harmonie, transparence et collégialité dans le fonctionnement de la curie. Elle entend répondre aux problèmes et scandales qui se sont succédé depuis plusieurs années, notamment en raison du flou ou de l'opacité de ses rouages, de la dispersion de ses responsables, de privilèges vieillots et de la faiblesse des contrôles. L'affaire Vatileaks, en particulier, montre le manque de loyauté de certains dignitaires du Vatican, mais aussi l'incapacité de la curie à travailler de manière organisée et efficace.
Les principes de la réforme sont : la simplification, l’amélioration de la coordination, l’unification budgétaire et le contrôle financier. Il ne s’agit pas seulement d’une reprise en main de l’appareil romain mais aussi d’une redéfinition de son rôle et de sa remise en état moral.

### La question de l'état d'esprit
À plusieurs reprises, le pape s’en est pris au comportement des membres de la curie. Par exemple, dans ses vœux de 2013, il l’a comparée à « une pesante douane bureaucratique, d’inspection et d’inquisition ». Dans ses vœux de 2014, il a diagnostiqué en elle « quinze maladies », dont l’« Alzheimer spirituel », la « vanité » et le « commérage ».
Dans un entretien accordé à La Repubblica le 1er octobre 2013, François critique un système où les « courtisans » du Vatican ont trop souvent eu l'oreille de dirigeants de l’Église « narcissiques »,. Selon Isabelle de Gaulmyn, rédactrice en chef du quotidien La Croix, le fonctionnement de la curie se caractérise par « l'opacité » et le « non-professionnalisme ». Dès lors, la réforme devra introduire plus de transparence, des règles de gestion rigoureuses et des critères de qualification précis.
Au quotidien, Jorge Bergoglio cherche à incarner la réforme du pouvoir romain dans son style de vie. Le choix d’habiter la résidence collective Sainte-Marthe et non le Palais apostolique, est l'exemple le plus frappant de son souhait de rompre avec le train de vie dispendieux de certains prélats romains.

### La question de l’organisation
Le périmètre de compétence de la secrétairerie d’État doit être réduit, la responsabilité des affaires économiques du Saint-Siège lui étant retirée.
L’enchevêtrement des champs de compétence doit être restreint et la coordination des dicastères (ministères) améliorée. Si les neuf Congrégations traditionnelles (doctrine de la foi, culte divin, cause des saints…) doivent rester inchangées, un rapprochement des Conseils pontificaux est attendu pour faire émerger de grands pôles. L’un, intitulé « Charité et Justice », regrouperait les fonctions actuelles de quatre Conseils pontificaux : Justice et Paix, « Cor Unum » (qui exerce une tutelle sur le réseau Caritas), pastorale des migrants et pastorale de la santé. Un autre pôle regrouperait les Conseils pontificaux pour les laïcs et pour la famille. Un troisième pôle pourrait coordonner les organes de communication du Saint-Siège (Radio Vatican, L’Osservatore Romano, le Conseil pontifical pour les communications sociales…).
Un autre projet concerne la création d’un ministère de la justice afin de rationaliser les divers tribunaux ecclésiastiques romains.
Le pouvoir des Italiens dans l'administration de la Curie devrait se réduire. Les postes de gestion dénués de fonction pastorale pourraient être davantage confiés à des laïcs, et notamment à des femmes.

### La question du rapport aux Églises locales
Dans Evangelii gaudium, au § 32, François dit son souhait de réduire l’« excessive centralisation » de la curie au profit des conférences épiscopales nationales, qui pourraient recevoir « une certaine autorité doctrinale authentique ».
Dans l'entretien accordé à La Repubblica en octobre 2013, le pape déclare : « La vision vaticano-centriste de la curie néglige le monde qui l'entoure. Je ne partage pas cette vision, je ferai tout pour la changer. » Dans une interview à la revue jésuite La Civiltà Cattolica, il précise : « Les dicastères romains sont au service du pape et des évêques : ils doivent aider aussi bien les Églises particulières que les conférences épiscopales. » La curie devrait donc cesser d’être un organe de direction doté d’un pouvoir supérieur aux évêques et aux conférences épiscopales.
Immédiatement après son élection, le pape s’était défini comme l’« évêque de Rome ». Cette dénomination révèle une vision assez horizontale de l'Église. Une telle vision est différente de celle du cardinal Ratzinger qui affirmait dans son livre Entretien sur la foi (1985) : « Les conférences épiscopales n’ont aucune base théologique […], elles ont simplement une fonction pratique ».
Par ailleurs, François entend transformer le synode des évêques – une représentation de l’épiscopat mondial qui se réunit au Vatican à intervalles de plusieurs années – « en un organe de consultation permanente ».

### La question des finances
Le budget de l’ensemble de l’administration romaine doit être unifié et contrôlé. En 2011 en effet, Carlo Maria Vigano, secrétaire général du gouvernorat du Vatican, avait dénoncé « de nombreuses situations de corruption et de malversation dans la gestion des différentes directions ».
Par ailleurs, le Saint-Siège doit se mettre en conformité avec Moneyval, l'organisme de lutte anti-blanchiment du Conseil de l’Europe. Des scandales entourent en effet l’activité de la banque du Vatican, l'Institut pour les œuvres de religion (IOR), auquel on reproche le recyclage d'argent sale, y compris de la mafia. La liquidation pure et simple de l’IOR a d’ailleurs été un temps envisagée. La réforme de l’IOR avait en réalité été initiée par Benoît XVI, qui avait fait fermer de nombreux comptes dormants ou douteux. Des progrès – encore incomplets – avaient alors été constatés par Moneyval.

## La méthode de la réforme

### Le Conseil des cardinaux
Un mois après son élection et suivant l'une des recommandations importantes issues des congrégations générales, le pape, par l'intermédiaire de la secrétairerie d'État du Vatican rend publique la constitution d'un groupe de travail collégial de cardinaux pour conseiller le pape dans le gouvernement de l’Église et, plus particulièrement, étudier un projet de réforme de la curie en révisant la constitution apostolique Pastor Bonus promulguée par Jean-Paul II en 1988.
Traduisant le souci de collégialité affiché depuis le début du pontificat, ce conseil - consultatif et non décisionnel - regroupe neuf cardinaux issus des différents continents.
À la veille de la première réunion des cardinaux autour du pape, celui-ci, par une décision sous forme de chirographe daté du 28 septembre 2013, érige ce groupe de travail en Conseil des cardinaux (aussi désigné sous le terme de C9), lui conservant les mêmes attributions, à savoir de l'« aider dans le gouvernement de l'Église universelle et d'étudier un projet de révision de la constitution apostolique Pastor Bonus », et les mêmes membres.
Ses membres sont : pour l’Amérique latine le Hondurien Oscar Rodríguez Maradiaga (coordonnateur) et le Chilien Francisco Javier Errázuriz Ossa ; pour l’Amérique du Nord l’Américain Seán O'Malley ; pour l’Europe l’Allemand Reinhard Marx, l’Italien Giuseppe Bertello et l’Italien Pietro Parolin ; pour l’Asie l’Indien Oswald Gracias ; pour l’Afrique le Congolais Laurent Monsengwo Pasinya ; pour l’Océanie l’Australien George Pell.
La constitution de ce groupe est une traduction concrète du souci de collégialité du pape François. Il s’agit de dépasser le modèle de gouvernement centralisé et hiérarchique de l’Église et de permettre aux épiscopats de participer à la détermination des stratégies de l’Église. Le fait qu'il n’y a que deux représentants de la curie parmi ses membres, Giuseppe Bertello et Pietro Parolin, a été interprété comme un signe de défiance.

### Le recours à des experts extérieurs
La méthode de réforme de François est également marquée par le recours à des experts extérieurs.
Ainsi, le 19 juillet suivant, il institue une commission pontificale spéciale d'étude et de proposition sur l'organisation de la structure économico-administrative du Saint-Siège (COSEA). Cette commission doit agir en soutien au conseil cardinalice chargé des questions économico-administratives. Elle est composée de laïcs, experts internationaux en matières « juridique, économique, financière et administrative ». Son objectif est de favoriser les économies, la transparence des acquisitions, une prudence accrue en matière financière et l'application d'une comptabilité saine, d'améliorer la gestion du patrimoine mobilier et immobilier, et d'assurer une assistance médicale et sociale à tout le personnel dépendant du Saint-Siège. Cette commission est dissoute lors de la création du secrétariat et du conseil pour l'économie par le motu proprio Fidelis dispensator et prudens promulgué le 22 février 2014.
De même, la réforme des médias du Vatican est conduite par une commission dirigée par Lord Chris Patten, ancien gouverneur de Hong Kong et ex-commissaire européen aux affaires extérieures.
Pour la première fois, au cours de ce pontificat, le Vatican commande des audits externes aux cabinets internationaux Ernst & Young, McKinsey et KPMG.

## Les réformes réalisées

### En matière financière
Le 26 juin 2013, par chirographe est créée une commission consultative sur l’Institut pour les œuvres de religion « qui réunisse des informations précises sur la situation juridique et sur les différentes activités de l’Institut afin de permettre, si nécessaire, une meilleure harmonisation de celui-ci avec la mission universelle du Siège apostolique ». Le 18 juillet 2013, un autre chirographe crée une Commission pontificale de référence d'étude et de proposition sur l'organisation de la structure économique et administrative du Saint-Siège, qui doit proposer « des solutions stratégiques d’amélioration, visant à éviter des gaspillages de ressources économiques, à favoriser la transparence dans les procédures d’acquisition de biens et services, à perfectionner l’administration du patrimoine mobilier et immobilier, à œuvrer avec une prudence toujours plus grande dans le domaine financier, à assurer une application correcte des principes comptables et à garantir une assistance médicale et une couverture sociale à tous les ayants droit ».
À l'issue de ces réformes de l'IOR, plus de 4 000 des 19 000 comptes ouverts à l'IOR ont été clôturés. La détention d'un compte auprès de cette banque est réservée aux congrégations religieuses, aux diocèses, aux institutions et aux employés du Saint-Siège et aux diplomates accrédités au Vatican. Cette réduction du périmètre des activités a causé des pertes financières mais le fonctionnement de l’IOR est dorénavant conforme aux règles internationales anti-blanchiment.
Le 8 août 2013, « est institué le Comité de sécurité financière en vue de coordonner les Autorités compétentes du Saint-Siège et de l’État de la Cité du Vatican en matière de prévention et de lutte contre le blanchiment, de financement du terrorisme et de prolifération d’armes de destruction de masse. » Le 15 novembre 2013, l'Autorité d'information financière est doté de nouveaux statuts.
Le 24 février 2014 par le motu proprio Fidelis dispensator et prudens, François bouleverse l'organisation financière du Saint-Siège en créant un conseil pour l’Économie, un secrétariat pour l’Économie, véritable dicastère de la Curie romaine, et la fonction de réviseur général. Le 8 juillet 2014, par un nouveau motu proprio, l'administration du patrimoine du siège apostolique voit la plus grande partie de ses compétences transférée au secrétariat pour l’Économie et elle est établie dans le rôle de Banque centrale.
Répondant à une question sur la réforme de la Curie romaine dans l'avion qui le ramenait de Tel Aviv en mai 2014, le pape justifie la priorité donnée à la réorganisation des structures économiques et financières du Saint-Siège : « La partie économique est celle qui est apparue d’abord parce qu’il y avait certains problèmes dont la presse a beaucoup parlé, et nous devons les voir ».

### Réformes des organes de communication
Une réflexion sur les médias et organes de communication du Saint-Siège est lancée à l'été 2014. La constitution d'un groupe de travail composé de personnalités qualifiées et présidé par le britannique Lord Chris Patten est annoncée par le cardinal Pell le 9 juillet 2014 dans le cadre de la présentation du Nouveau cadre économique du Saint-Siège avec pour objectif affirmé de rationaliser les coûts des différentes structures de communication.
Lord Patten remet ses conclusions en mars 2015. Elles sont discutées lors de la neuvième rencontre du Conseil des cardinaux en avril suivant. Une nouvelle commission est alors chargée de proposer une mise en œuvre concrète des orientations proposées. Cette commission de cinq membres, présidées par Dario Edoardo Viganò, directeur du Centre de télévision du Vatican est nommée le 30 avril.
Le Conseil des cardinaux examine et approuve le 9 juin 2015 les conclusions de cette commission qui proposent d'intégrer, dans un délai de quatre ans, les différents services liés à la communication du Saint-Siège, en un dicastère unique. Les services concernés seraient le Conseil pontifical pour les communications sociales, la Salle de presse du Saint-Siège, Radio Vatican, le Centre de télévision du Vatican, L'Osservatore Romano, le service photographique, la Librairie vaticane, la Typographie vaticane, et le Bureau Internet du Vatican.
Conformément à ces orientations, le Secrétariat pour la communication est créé le 27 juin 2015 par le motu proprio L'attuale contesto comunicativo de François. Ce secrétariat est établi en tant que dicastère de la curie, tel que défini dans la constitution apostolique Pastor Bonus. Placé sous l'autorité du pape, il est chargé des médias et de la communication. Les différents organismes de communication du Saint-Siège sont placés sous sa responsabilité. Carlo Viganò, qui avait conduit les travaux de préfiguration de cette création, est nommé préfet du secrétariat. Cette création conduit à la suppression du conseil pontifical pour les communications sociales début 2016.
Le bureau de presse du Saint-Siège est partiellement féminisé, avec la nomination à sa tête, en juillet 2016, du journaliste américain Greg Burke comme directeur et de la journaliste espagnole Paloma Garcia Ovejero comme vice-directrice.

### Dicastère pour les laïcs, la famille et la vie
Sur proposition du conseil des cardinaux, François crée le 15 août 2016 le dicastère pour les laïcs, la famille et la vie qui reprend les compétences précédemment réparties entre le conseil pontifical pour les laïcs, le conseil pontifical pour la famille - ces deux derniers étant supprimés au 1er septembre 2016 - et auquel sont liés l'académie pontificale pour la vie et l'Institut pontifical Jean-Paul-II.
Selon les statuts du dicastère, le « numéro deux » du dicastère « pourrait être un laïc ». L’organigramme prévoit aussi que les sous-secrétaires présidant chacune des trois sections du dicastère (laïcs, famille et vie) seront obligatoirement des laïcs.
Les nouveaux statuts de l’Académie pontificale de la vie ont été publiés le 5 novembre 2016. Les membres ordinaires ne seront plus nommés à vie par le pape mais seulement pour des mandats de cinq ans renouvelables jusqu’à leurs quatre-vingts ans.

### Dicastère pour le service du développement humain intégral
Quelques jours plus tard, le 31 août, toujours sur proposition du conseil des cardinaux, François crée le dicastère pour le service du développement humain intégral qui reprend les compétences précédemment réparties entre les conseils pontificaux « Justice et Paix », « Cor Unum », pour la pastorale des migrants et des personnes en déplacement et pour la pastorale des services de la santé qui sont supprimés au 1er janvier 2017. Le cardinal ghanéen Peter Turkson, actuel président de Justice et Paix a été nommé préfet du dicastère. Il supervisera trois commissions centrées sur la charité, l’écologie et les opérateurs sanitaires.

### Protection des mineurs
Le 22 mars 2014, le bureau de presse du Saint-Siège annonce que le pape a institué une commission pontificale pour la protection des mineurs. Cette commission est majoritairement constituée de laïcs, provenant des divers continents, dont plusieurs femmes. Parmi eux se trouvent deux anciennes victimes de prêtres pédophiles : l’Irlandaise Mary Collins et le Britannique Peter Saunders.
Le 11 novembre 2014, un rescrit institue une commission d’examen des recours d’ecclésiastiques accusés de delicta graviora au sein de la congrégation pour la doctrine de la foi. Le dispositif est encore complété le 4 juin 2016 par la publication du motu proprio Come una madre amorevole qui permet la révocation des évêques qui auraient été négligents dans les cas d'abus sexuels sur mineur ou sur personne adulte vulnérable.

### Liturgie
Par un motu proprio publié le 9 septembre 2017, le pape François confie aux conférences épiscopales la responsabilité de la traduction des textes liturgiques. C’est une rupture par rapport à l’instruction Liturgiam authenticam, publiée en 2001 sous Jean-Paul II, en vertu de laquelle toute traduction liturgique devait être préalablement autorisée par la Congrégation pour le culte divin.

### Autres réformes
Les chefs des dicastères de la curie romaine et les autres cardinaux qui exercent des charges par nomination pontificale doivent désormais, comme tous les évêques, présenter leur démission à soixante-quinze ans.
De nouvelles normes sont introduites en mars 2016 pour les causes en béatification et canonisation. La phase romaine des procédures sera désormais essentiellement financée par le Siège apostolique. Il s'agit de réduire les inégalités entre les causes disposant d'importants moyens financiers et les autres. En novembre 2015 en effet, les livres des journalistes Gianluigi Nuzzi et Emiliano Fittipaldi avaient mis en évidence des malversations sur les comptes de certaines causes en canonisation.

## Les résistances à la réforme
La réforme de la curie suscite des craintes de réduction de personnels et de conditions de travail moins favorables. Elle implique aussi, pour beaucoup d’administrateurs du Vatican, des pertes en termes de pouvoir, de carrière, voire d'avantages financiers. Certains vivent la perspective d’un travail plus collectif comme une « protestantisation » de l’Église. Des dicastères s’efforcent d’échapper au processus de réorganisation ou de préserver leurs prérogatives financières. Mais la résistance parmi la Curie ne se concentre pas seulement sur la réforme. Elle vise François lui-même, dont le style est loin de faire l'unanimité.
Le cardinal Gerhard Ludwig Müller, préfet de la Congrégation pour la doctrine de la foi, s’oppose aux transferts de compétences doctrinales aux conférences épiscopales. La Congrégation pour les évêques tente aussi de maintenir son autonomie, face aux épiscopats locaux, dans la nomination des évêques.
La simplicité du pape choque les défenseurs de la sacralité du rôle pontifical. Georg Gänswein, secrétaire particulier de Benoît XVI et préfet de la maison pontificale, dit avoir vécu l'installation de François à Sainte-Marthe comme un « affront ».
Les livres Avarice d’Emiliano Fittipaldi, de l’hebdomadaire italien L'Espresso, et Chemin de croix de Gianluigi Nuzzi, du groupe télévisé Mediaset, dépeignent les résistances à la réforme de la Curie. L’ouvrage de Nuzzi, en particulier, montre les difficultés de la réforme financière, par exemple la difficulté d’obtenir des comptabilités à jour et de connaître l’étendue du parc immobilier.
Les informations fournies dans ces deux livres sont liées à la fuite de documents confidentiels. On parle d'un « Vatileaks 2 ». Le Vatican a annoncé lundi 2 novembre 2015 l’arrestation de Lucio Ángel Vallejo Balda et de Francesca Chaouqui, soupçonnés d'être impliqués dans la divulgation des documents. Tous deux étaient membres de la COSEA. La motivation de ces fuites - contribuer au processus de réforme ou le freiner, régler des comptes personnels ? - demeure obscure. En octobre 2015, l’ordinateur de Libero Milone, nouveau contrôleur général du Saint-Siège, a été cambriolé.
Dans un discours à la curie du 22 décembre 2016, François analyse différents types de résistances à la réforme : résistances ouvertes « naissant souvent de la bonne volonté », résistances cachées « naissant de cœurs effrayés ou pétrifiés », résistances malveillantes « se réfugiant dans les traditions, dans les apparences, dans les formalités ».
Selon le politologue François Mabille, la difficulté de la réforme s'explique aussi par la façon qu'a le pape de gérer tous les dossiers en même temps et sans guère de pédagogie. Selon le sociologue Olivier Bobineau, François se heurte à la « poussée d’Archimède catholique », force institutionnelle contraire à tout mouvement réformateur.